# SN 2009jd
SN 2009jd – supernowa typu II odkryta 19 września 2009 roku w galaktyce A002955-0434. W momencie odkrycia miała maksymalną jasność 18,40m.